# Petrogale persephone
Petrogale persephone là một loài động vật có vú trong họ Macropodidae, bộ Hai răng cửa. Loài này được Maynes mô tả năm 1982.